# Neuwiedia griffithii
Neuwiedia griffithii är en orkidéart som beskrevs av Heinrich Gustav Reichenbach. Neuwiedia griffithii ingår i släktet Neuwiedia och familjen orkidéer. Inga underarter finns listade i Catalogue of Life.

## Bildgalleri